# Ga Sinpo (Incheon)
Ga Sinpo (Tiếng Hàn: 신포역, Hanja: 新浦驛) là ga tàu điện ngầm trên Tuyến Suin–Bundang, nằm ở Sa-dong, Jung-gu, Incheon.

## Lịch sử
- 27 tháng 2 năm 2016: Khai trương đoạn Songdo ~ Incheon của Tuyến Suin và khai trương nhà ga.[1][2]
- 29 tháng 5 năm 2020: Sửa đổi điểm đầu và khoảng cách theo sửa đổi của bảng khoảng cách đường sắt.[3]
- 12 tháng 9 năm 2020: Kết nối trực tiếp với Tuyến Bundang với việc khai trương đoạn Suwon ~ Oido
- 12 tháng 9 năm 2020: Số nhà ga được đổi thành K271 do mở Tuyến Suin–Bundang

## Bố trí ga
| ↑ Sungui  |
| \| １     |
| Incheon ↓ |

| １ | ●Tuyến Suin–Bundang | → Hướng đi Incheon →                                 |
| ２ | ●Tuyến Suin–Bundang | ← Hướng đi Oido · Suwon · Seonjeongneung · Wangsimni |

## Xung quanh nhà ga
- Thành phố đô thị Incheon Văn phòng Jung-gu
- Sở cảnh sát trung tâm Incheon
- Cảng vụ Incheon
- Bưu điện Incheon Jungdong
- Chi nhánh KT Hangdong
- Trạm cứu hỏa Incheon Jungbu
- Văn phòng Đại dương và Nghề cá khu vực Incheon
- ● Tàu điện ngầm vùng thủ đô Seoul tuyến 1 Ga Dongincheon
- Siêu thị điện tử Dongincheon
- Chợ quốc tế Sinpo
- Trường trung học thương mại nữ Incheon
- Trường trung học Songdo
- Trường tiểu học Incheon Sinheung
- Bến tàu cảng Incheon 1
- Trung tâm phúc lợi hành chính Sinpo-dong
- Nhà ga hành khách quốc tế Incheon
- Nhà thờ Dap-dong[4]

## Hình ảnh

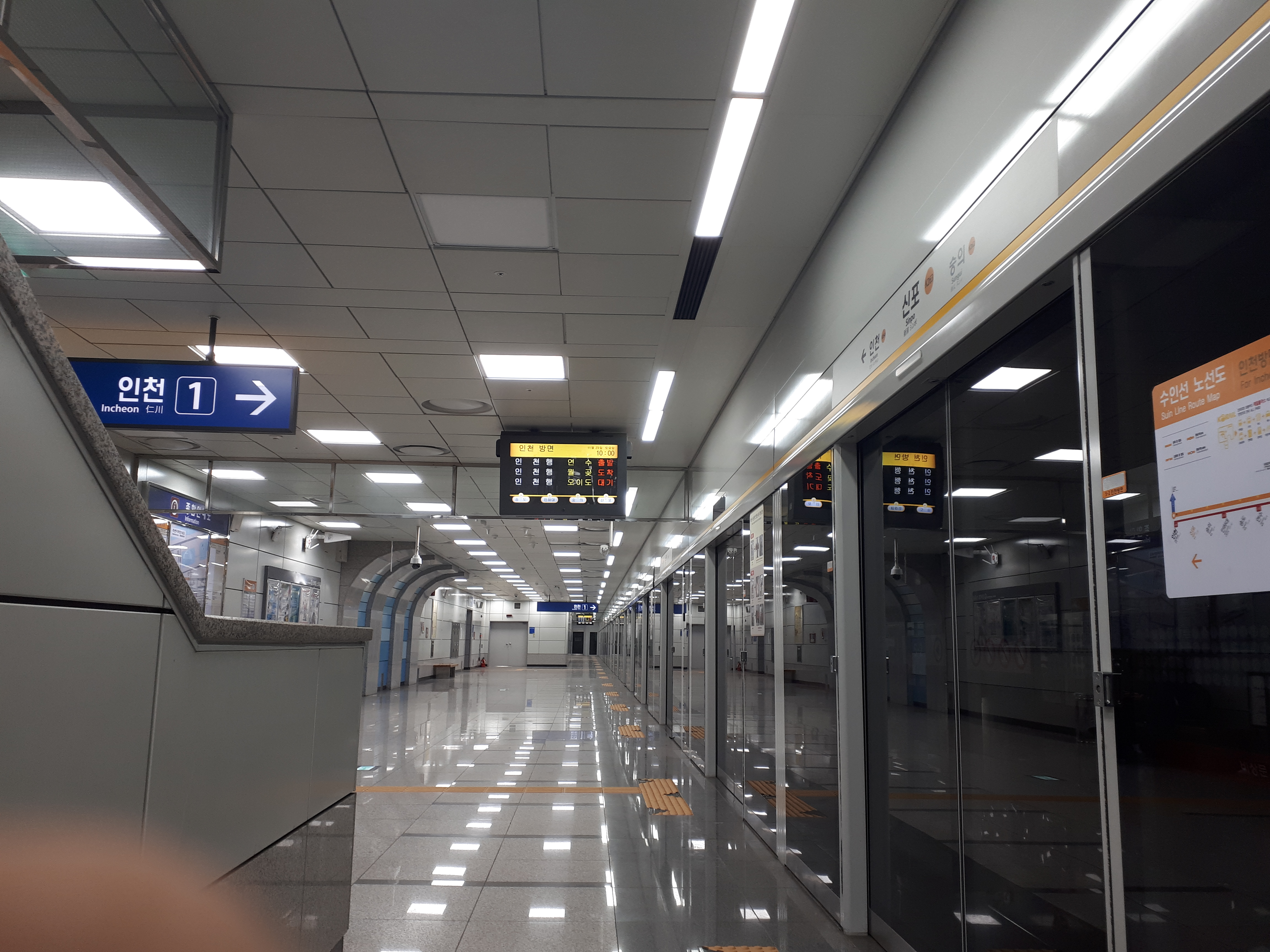
Sân ga
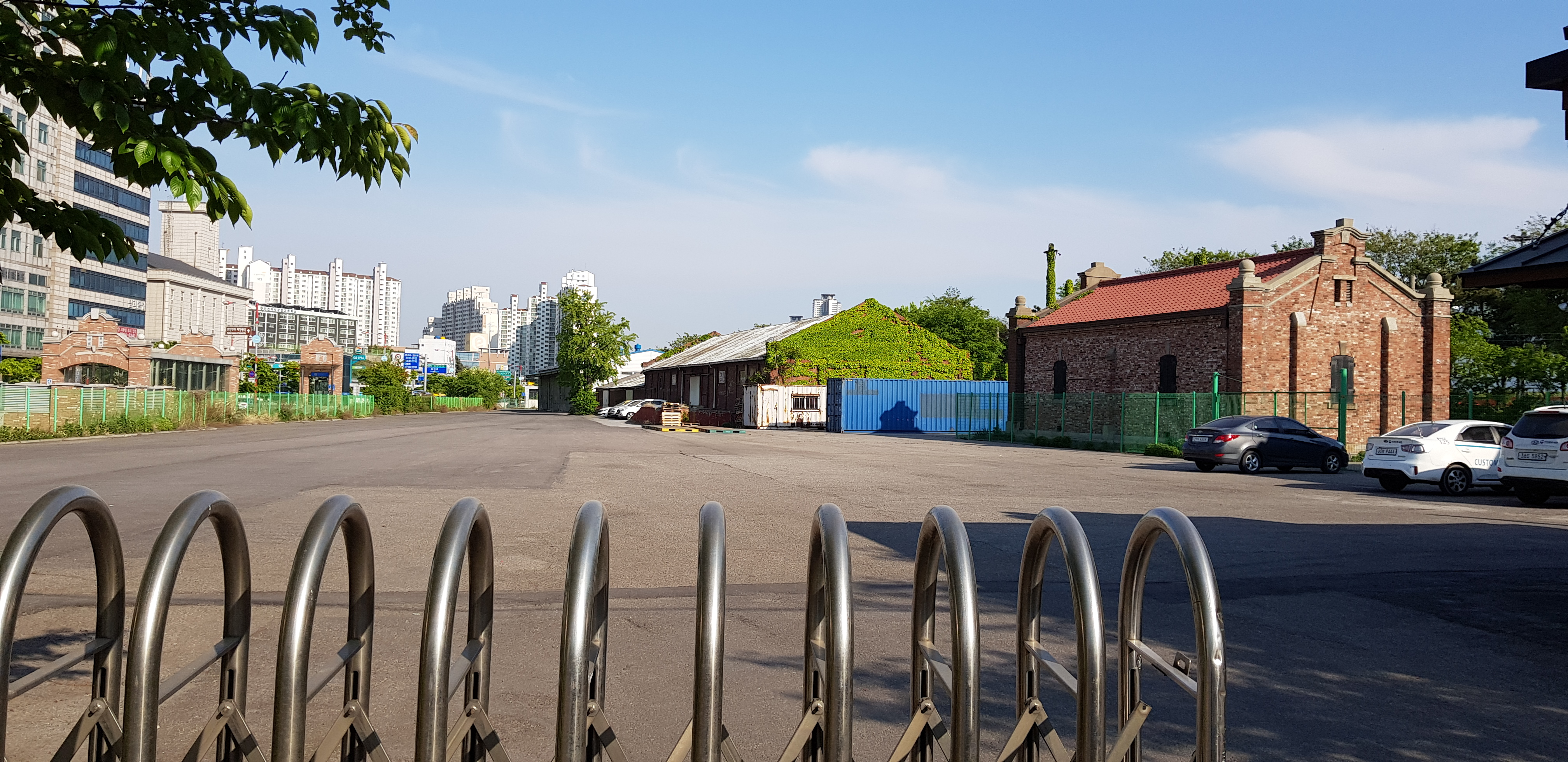
Nhà kho hải quan cũ (phải) và lối vào ga Sinpo số 2 đối diện bãi đậu xe. Lối ra số 2 của Ga Sinpo được mô phỏng theo hình dạng của một nhà kho.